# Kyokushinkai
Kyokushinkai (極真会館 Kyokushinkai?, lit. "Sociedad de la Última Verdad" o "Verdad Definitiva") es un estilo de karate fundado en 1953 por el maestro de artes marciales japonés de origen coreano Masutatsu Oyama. Este estilo posee una filosofía basada en la mejora personal mediante el control de la mente y el cuerpo, y tiene por objetivo la eficacia en el combate real. Asimismo, destaca por sus intensos regímenes de entrenamiento, dureza y disciplina. En la actualidad, es uno de los estilos de karate-do más practicados a nivel internacional, con más de 40 millones de practicantes.

## Influencias
El fundador del karate Kyokushinkai, Masutatsu Oyama, tuvo una amplia experiencia en el combate cuerpo a cuerpo a lo largo de su vida. Durante su infancia en su país natal, Corea del Sur, entrenó inicialmente en kung-fu con un maestro chino. Más tarde, al emigrar a Japón, aprendió primero boxeo occidental, para posteriormente dedicarse a la práctica del karate-do de estilo Shotokan bajo la tutela de su Fundador, el maestro Gichin Funakoshi, hasta obtener el cinturón negro 4.º dan. Después estudió Daito-Ryu Aiki Jujutsu (arte marcial antecesor del aikido actual) bajo la guía del maestro Kotaro Yoshida y entrenó kárate-do estilo Goju Ryu con el coreano So Nei Chu (quien fue discípulo del maestro Gogen Yamaguchi, apodado "el gato"). Más tarde conoció al famoso yudoca Masahiko Kimura, quien le convenció de entrenar en judo también, llegando a formar parte del equipo de judo de la Universidad de Waseda, hasta obtener asimismo el cinturón negro 4.º Dan.
Oyama se inspiró fundamentalmente en las varias artes marciales y deportes de combate que practicó, como los estilos Shotokan, Goju Ryu de karate, el boxeo occidental, la lucha japonesa o judo, y posteriormente el boxeo tailandés o muay thai, para desarrollar las bases de su estilo, el cual es diferente a otros estilos en su forma debido a las reglas de combate. En el karate kyokushin se lucha a corta distancia, sin protecciones, dando los golpes con mucha fuerza y buscando la pérdida de la conciencia del oponente o knockout / K.O., lo que convierte a los practicantes de este estilo en karatekas muy endurecidos, que pueden resistir y dar numerosos golpes; aunque curiosamente, y a diferencia de otros estilos de karate-do japonés que combaten al punto, en los torneos de karate kyokushin no se puede golpear la cabeza o a la cara con golpes de mano abierta o con los puños, pero sí con los pies y rodillas. Este estilo es muy riguroso; incluso cuando se da un empate, el vencedor se decide por medio de la ejecución de rompimientos, con el puño, la mano abierta y el codo.
Los golpes en el estilo Kyokushinkai se dan con mucha potencia. Siguiendo la filosofía del karate clásico de Okinawa de: ichigeki hissatsu o "un golpe, una victoria", que sigue siendo vigente para los discípulos del maestro Oyama. Uno de sus lemas en vida era "1.000 días de entrenamiento para ser un principiante, y 10.000 días de entrenamiento para ser un maestro".
En la actualidad, el maestro Akiyoshi (Shokei) Matsui, discípulo del maestro Oyama, está a cargo de la organización IKO (o International Karate Organisation), la cual busca continuar con el legado del fundador de este estilo. Tiene en sus manos, además, el control a nivel mundial de esta disciplina. Asimismo, hay multitud de organizaciones promovidas por varios de los alumnos del maestro Oyama, conocidas como IKO 2, IKO 3, Ashihara karate, Seido juku, Daido juku, IFK, etc.

## Origen

### El maestro Masutatsu Oyama
Nació el 12 de julio de 1923 en Wa-Ryong-Ri Yong-chi-Myo"n Chul Na Do, Corea del Sur. Su nombre de nacimiento era Choi Yong-Yi, pero cuando emigró a Japón optó por tomar un nombre japonés, debido a la expansión del imperio japonés por China y Corea. Lo que sumado a la xenofobia nipona, no hacía populares a los extranjeros.
A una edad relativamente joven fue enviado a la provincia japonesa de Manchuria (hoy territorio chino), para vivir en la granja de su hermana. A los 9 años empezó a estudiar el boxeo chino o kung-fu, conocido como el estilo de las 18 manos de Lohan. A la edad de 12 años volvió a Corea, donde continuó su entrenamiento en artes marciales chinas. Más adelante viajó a Tokio con el sueño de convertirse en aviador, lo que no logró por su origen coreano. Durante este tiempo empezó su instrucción en boxeo, savate y lucha olímpica occidentales, además de judo y Daito Ryu Aikijujutsu (estilo padre del aikido). Un día, tras observar a unos estudiantes universitarios que estaban entrenando karate-do, se interesó en este nuevo estilo, y fue a entrenar en el dojo del maestro Gichin Funakoshi en la Universidad de Takushoku, donde aprendió el estilo Shotokan. Según el maestro Oyama: "Fue el maestro Funakoshi quien me enderezó moralmente, haciéndome ver la diferencia entre ser un peleador más, y llegar a ser un guerrero del budo".
Debido a su talento y experiencia previa en artes marciales y deportes de combate occidentales; su progreso en el dojo del maestro Funakoshi fue más que impresionante, a los 17 años ya era 2° Dan, y a los 20 obtuvo el 4° Dan. Durante este tiempo y de forma simultánea se entrenó en judo, alcanzando igualmente el grado de cinturón negro 4° Dan. Posteriormente hizo parte del Dai Nihon Butokukai y de la academia militar en Nagano para el entrenamiento del Ejército Imperial Japónés. La organización de Nagano se especializaba en la guerra antiguerrilla, el espionaje, y el combate cuerpo a cuerpo, y con armas tanto tradicionales como modernas. Oyama estuvo 2 años como instructor en esta organización, que se disolvió con la victoria de los Estados Unidos al final de la Segunda Guerra Mundial, en 1945.
Posteriormente, Oyama continuó su entrenamiento en el estilo Goju Ryu de karate bajo la dirección del maestro coreano So Nei Chu, quien a la vez era uno de los discípulos directos del maestro Chōjun Miyagi, el fundador de este estilo. Chu era ciudadano coreano (de la misma provincia de Oyama) y radicado en Japón. Fue So Nei Chu quien incentivó a Oyama a emprender su retiro a las montañas para fortalecer sus habilidades técnicas y templar su espíritu. Fue acompañado por uno de sus propios estudiantes, pero después de seis meses de aislamiento, el estudiante huyó secretamente durante la noche. Oyama tuvo que continuar solo su vigoroso entrenamiento que llegó a ser aún más duro debido a su soledad. Fue en esos momentos que sintió deseos irresistibles de abandonar su entrenamiento y regresar a la civilización. Al saber esto el Maestro So Nei Chu le envío una carta a Sosai Oyama diciéndole que se afeitara sus cejas para suprimir su urgencia por regresar, por supuesto que a Oyama no le gustaría que nadie lo viera bajo esas condiciones. Esto, junto con otras conmovedoras palabras, lo convencieron para continuar con su entrenamiento y decidido a llegar a ser el más poderoso karateka en Japón, finalizando su entrenamiento después de 14 meses en las montañas.
Unos meses más tarde, en 1947, después de volver a la civilización, probó sus habilidades en la división abierta (sin categoría de peso) de karate en el primer Campeonato Nacional de karate-do del Japón, de la cual salió campeón. Sin embargo, aún se sentía vacío en su vida debido a que no había completado los 3 años de soledad en las montañas. Bajo estas circunstancias, decidió dedicar su vida completamente al karate. Fue así como retomó una vez más su aislamiento de la sociedad, esta vez escogió la montaña de Kiyozumi localizada en la Prefectura de Chiba. La decisión se basó en el ambiente y el paisaje del lugar, los cuales producían una elevación del espíritu.
Desde entonces su entrenamiento llegó a ser extremadamente riguroso. Durante 12 horas al día, siete días a la semana, sin días de descanso. Durante su entrenamiento meditó bajo las frías aguas de las cataratas, luchó con animales salvajes, rompió árboles y piedras del río con sus manos, usando los árboles como makiwara o postes de golpeo, saltaba sobre las plantas de lino cientos de veces todos los días, aumentando la altura del salto a medida que estas crecían. En su entrenamiento diario incluyó, además, un período de estudio de los antiguos clásicos de la filosofía zen, y de la obra del más famoso guerrero samurái de todo el Japón llamado Miyamoto Musashi. Oyama perfeccionó no solamente su karate, sino también su mente y cuerpo.
Después de más de dieciocho meses de riguroso entrenamiento, bajó de la montaña completamente seguro de sí mismo, sintiéndose capaz de tomar el control total de su vida.
En 1950, Sosai (el fundador) Masutatsu Oyama comenzó a probar su poder combatiendo con toros, como antiguamente lo hizo uno de los maestros okinawenses fundadores del arte del karate, el legendario Sokon Matsumura. En total, Oyama luchó con 52 toros, tres de los cuales murieron instantáneamente, y 49 fueron despojados de sus cuernos utilizando el golpe de mano sable o shuto / te-gatana, el cual es ejecutado con el borde de la mano tras ser debidamente acondicionado. En 1957, a la edad de 34, casi pierde su vida en México, cuando un toro lo corneó.
En 1952, viajó por un año a lo largo de los Estados Unidos, demostrando su estilo de karate en vivo y en la televisión nacional. Durante los años siguientes, Oyama aceptó todos los desafíos que le presentaron, llegando a combatir con 270 personas diferentes, entre boxeadores, luchadores y artistas marciales. Ganó la mayoría de estos combates con un solo golpe de puño, por lo que la duración de estos iba de unos pocos segundos a nunca más de tres minutos. Oyama llegó a ser conocido como God Hand ("Mano Divina"), una manifestación viva de la máxima de los antiguos guerreros okinawenses a quienes se conocía por haber desarrollado el Ichi geki, Hissatsu, o "Un golpe, una muerte", en la que el cuerpo mediante el entrenamiento riguroso se convertía en un sable viviente. Esta máxima representa lo que se busca al desarrollar las técnicas del karate como arte marcial. Y aunque las técnicas de golpe con los pies eran secundarias para Oyama, se le conoció también por sus poderosas patadas a la cabeza.
En 1953, Sosai Oyama abrió su primer dojo, era un sitio al aire libre cubierto de césped en Mejiro, (Tokio). En 1956, el primer dojo verdaderamente oficial se abrió en un local ubicado atrás de la Universidad de Rikkyo. En 1957 había 700 miembros, a pesar del alto porcentaje de abandono debido a la severidad del entrenamiento. Los estudiantes de Oyama consideraban seriamente la práctica del kumite. En un comienzo se tenían muy pocas restricciones, atacar la cabeza era común, generalmente con los pies, con las manos sable, con la base o talón de las palmas de las manos o con los puños. Los agarres y lanzamientos eran también comunes en sus prácticas.
Tras un lamentable incidente en el que se defendió de un ataque con cuchillo, fracturando el cráneo del atacante con un golpe dado con el revés de la mano o uraken, el maestro Oyama fue acusado y brevemente encarcelado por homicidio involuntario. Oyama decidió evitar los golpes a la cabeza en los torneos de su estilo, así se dieran con guantes o con las manos vendadas, pero decidió promover los diferentes tipos de rompimientos para verificar la potencia de los golpes con las manos.

### Creación del estilo Kyokushinkai
En junio de 1964, Oyama creó su sede mundial, adoptando el nombre Kyokushinkai, que significa "Escuela de la más alta verdad" (Kyoku: "lo más alto"; Shin: "verdad" o "realidad"). El estilo posee los bloqueos en ángulo y los golpes penetrantes del karate Shotokan; la fortaleza corporal y los movimientos circulares del karate Goju Ryu. Más adelante, el estilo se nutrió de las patadas bajas del boxeo tailandés o muay thai, así como de elementos técnicos del judo, y del boxeo occidental incluyendo el uso de los ganchos horizontales cortos o crochet. Desde entonces continuó esparciéndose a más de 120 países, llegando a ser una de una de las organizaciones en artes marciales más grandes del mundo, y en el mismo Japón.
En la actualidad, la hija de Sosai Oyama, Kuristina Oyama, está a cargo de la IKO (International Karate Organisation) Sosai, la cual busca continuar con el legado del fundador de este estilo, y tiene en sus manos el control mundial de esta disciplina.

## Técnica y entrenamiento
El Kyokushin, como todos los estilos de karate-do tradicional, basa su metodología de enseñanza en: la técnica (kihon), la forma (kata) y en el combate (kumite). Pero este último se realiza gradualmente hasta alcanzar el pleno contacto.

### Los orígenes e instrucción delkihon(técnica base)
La técnica se basa en los estilos Shotokan y Gōjū Ryū de karate, aunque también se incluyen elementos técnicos encontrados en deportes de combate como el boxeo, el kudo y el muay thai o boxeo tailandés; a este se le deben varias técnicas del kyokushin que no son usadas en otros estilos de karate, como las patadas bajas a los muslos del oponente con el hueso tibial, o sune geri. Hoy en día se puede ver a expertos del kyokushinkai en los grandes torneos internacionales de lucha en pie con pleno contacto como el K-1 (Francisco Filho, Sam Greco y Glaube Feitosa por ejemplo). Sin embargo, son excepciones, ya que en el karate-do como parte de las disciplinas marciales tradicionales o gendai budo, está mal visto que sus practicantes aparezcan en esos torneos, pues luchan por dinero, una recompensa material.
En Kyokushin el instructor prepara al alumno desde el principio para el combate hasta llegar al pleno contacto. A diferencia de otros tipos de karate de semi-contacto, el Kyokushin pone énfasis en el contacto total, para el cual no se utilizan protecciones corporales. Sin embargo tiene muchas reglas sobre faltas en el combate para así poder evitar lesiones serias.
En la instrucción, se practica el Kihon Geiko o técnicas básicas; estas técnicas están divididas en dos partes:
- Ate Waza o técnicas superiores, en donde el karateka aprende y practica golpes y bloqueos con las manos.

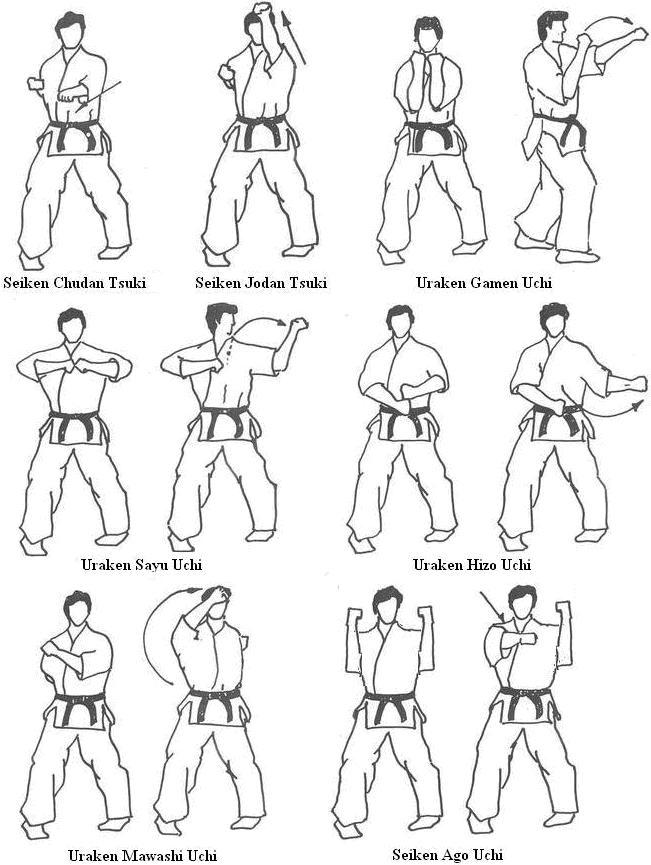
(Ate Waza o técnicas superiores - primera parte del Kihon Geiko o Técnicas Básicas)

- Geri Waza o técnicas inferiores, en donde el karateka aprende y practica patadas y golpes con las piernas.

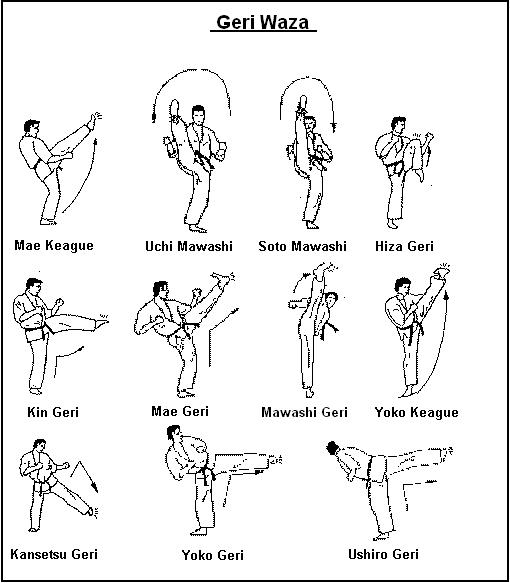
(Geri Waza o técnicas inferiores - segunda parte del Kihon Geiko o Técnicas Básicas)

Asimismo las técnicas están condensadas en las formas, a ser:

### Kata(forma)

#### Katanorteño
Los kata norteños tienen sus orígenes en el kárate japonés estilo Shotokan, que enfatiza la larga distancia, el cual Oyama aprendió bajo la enseñanza de su fundador, el maestro Gichin Funakoshi. Estos kata son una síntesis del estilo Shorin Ryu de Okinawa, que a la vez se basó en los estilos de kung-fu/ wushu del norte de China, como el estilo interno hsing yi chuan o "boxeo de la voluntad" / "de la mente", y la variante del estilo chino de la grulla o Pok hok kuen, o en la variante de "la grulla que se alimenta". Los kata son:
Katas básicos: 
katas Taikyoku (o gran universo):
- Taikyoku sono ichi ura
- Taikyoku sono ni ura
- Taikyoku sono san ura

katas pinan (conocidas en el karate shotokan como heian)
- Pinan sono ichi
- Pinan sono ni
- Pinan sono san
- Pinan sono yon
- Pinan Sono Go

y las mismas pero con giros:
- Pinan sono ichi ura
- Pinan sono ni ura
- Pinan sono san ura
- Pinan sono yon ura
- Pinan sono go ura

katas intermedias y avanzadas: 
- Naihanchi, o (teki sono ichi, teki sano ni, y teki sono san) practicados solo en algunas organizaciones.
- Passai, o (Bassai Dai) practicado solo en algunas organizaciones.
- Kanku, o (Kanku Dai).
- Sushiho, o (Gojūshiho) practicado solo en algunas organizaciones

#### Katasureño
El kata sureño tiene sus orígenes en el karate Goju Ryu —que enfatiza la distancia media y corta—, el cual Oyama entrenó bajo la enseñanza de So Nei Chu, maestro coreano y alumno del fundador del estilo en Japón, el maestro Chōjun Miyagi. A su vez, toman como base los estilos de kung-fu/ wushu del sur de China. Y la variante del estilo Pok hok kuen, o de "la grulla que canta" que se caracteriza por su respiración sonora.
katas básicas:
- Gekisai Dai
- Gekisai Sho
- Sanchin
- Tsuki no kata (creada por el maestro de kárate Goju Ryu variante seigokan, Seigo Tada)

katas intermedias y avanzadas: 
- Tensho
- Saifa
- Seienchin
- Seipai
- Yantsu

### Kataspropios
Tras el fallecimiento del maestro Oyama, se originaron otros katas, únicos en el estilo, los cuales en este caso enfatizan las habilidades al patear.
- Sokugi taikyoku sono ichi
- Sokugi taikyoku sono ni
- Sokugi taikyoku sono san

Finalmente Sosai Oyama, como otros grandes maestros del karate, quienes tras años de mucho esfuerzo, dedicación y sacrificio decidieron estructurar su propio estilo, dio origen al kata del dragón reclinado, en honor al famoso espadachín y el más grande guerrero medieval o samurái del Japón Miyamoto Musashi, como síntesis y base del Kyokushin.
- Garyu

### Kumite(o combate)
En el combate se aplican las técnicas desarrolladas contra el oponente. Esta práctica sirve para que el alumno vaya adquiriendo experiencia a través del tiempo.
En la mayoría de las organizaciones de Kyokushin se prohíben los golpes directos de puño o mano abierta a la cabeza, aunque las patadas sí están permitidas. Se debe tener un control total del cuerpo para no perjudicarse a uno mismo ni al otro. El combate de contacto pleno en Kyokushin es considerado como la última prueba de resistencia, fuerza y espíritu.
Este estilo de karate en particular es reconocido en el mundo por el énfasis que hace en el combate; es más, se ha hecho famoso por el kumite contra 100 adversarios, una prueba en la que las leyendas de este deporte pelean 100 asaltos de un minuto y medio o dos minutos, con el fin de mostrar su templanza y espíritu combativo. El mismo Masutatsu Oyama completó esta prueba en 1950.

### Las armas del cuerpo
En el karate se busca utilizar todo el cuerpo como un arma. A continuación se detallan algunas de las armas del cuerpo en su original japonés y su traducción:
- Seiken: puño frontal
- Uraken: puño invertido o dado con el revés de la mano
- Kento: nudillos
- Koken: muñeca flexionada cara externa
- Kata: hombro cara lateral, usado para empujar y abrir paso, o para ejecutar un lanzamiento o derribo.
- Empi: codo, con los lados de este, y con la punta solo para objetivos muy específicos.
- Atama': hueso frontal de la cabeza
- Haishu: dorso de la mano
- Toho: mano en forma de herradura, boca de tigre
- Shuto: borde interno de la mano, "si se mira desde la posición anatómica fundamental" borde del dedo meñique
- Haito: borde externo de la mano, "si se mira desde la posición anatómica fundamental" borde del dedo pulgar.
- Shotei: talón o base de la palma de la mano.
- Nukite: golpe con las puntas de los dedos.
- Nihon nukite: golpe con la punta de los dedos índice y cordial / dedo medio.
- Ippon nukie: golpe con la punta de un dedo.
- Oyayubi ippon ken: golpe con la primera falange del dedo pulgar.
- Hitosashi yubi ippon ken: golpe con el nudillo del dedo índice.
- Naka yubi ippon ken: golpe con el nudillo del dedo cordial(dedo medio).
- Omote kote: antebrazo parte externa.
- Ura kote: antebrazo parte interna.
- Uchi kote: como uchi uke, bloqueo hacia el exterior.
- Soto kote: como soto uke, bloqueo hacia el interior.
- Ashi: pierna.
- Hiza: rodilla.
- Sune: tibia, hueso tibial, o canilla.
- Teisoku: borde interno del pie.
- Haisoku: empeine
- Sokuto: filo / borde externo del pie.
- Chusoku: apoyo del pie tras los dedos, bola del pie, base de los dedos del pie, metatarso.
- Kakato: talón.
- Hiraken: primeras falanges de los dedos de la mano.
- Tsumassaki: dedos de pie en punta.

## Filosofía
- Mantén tu Cabeza Abajo (modestia)
- Mirada arriba (metas)
- Boca cerrada (serenidad y prudencia)
- Fundamenta tu ser con una devoción filial y ayuda a los demás.

En el karate estilo Kyokushin no hay ningún tipo de distinciones; ni políticas, ni religiosas, ni raciales, ni de sexo o edad, para practicarlo solo se requiere mucha voluntad y ganas de mejorar día a día física, mental y espiritualmente. Es en todo su derecho un gendai budo, o arte marcial tradicional formativo japonés un estilo de karate-do.

## 11 consejos de Mas Oyama
Estos son los consejos que Mas Oyama dio a todos los artistas marciales del mundo. No es únicamente para las personas que practican Kyokushin, sino para todos.
1) El camino marcial comienza y termina con cortesía. Sea siempre auténticamente correcto y cortés.
2) Seguir el camino marcial es como escalar un acantilado. Debe seguir aunque no tenga resto. Esto demanda una absoluta y constante devoción a la tarea actual.
3) Esfuércese por tomar siempre la iniciativa, cuidándose sin embargo de las acciones egoístas o falta de reflexión.
4) Incluso para el artista marcial, el lugar del dinero no puede ser ignorado. De todas formas, cuídese de nunca apegarse a él.
5) El camino marcial se centra en la postura. Esfuércese siempre por mantener la postura correcta.
6) El camino marcial comienza con mil días y se domina después de diez mil días.
7) En las artes marciales la introspección brinda sabiduría. Vea siempre la contemplación de sus acciones como oportunidad para mejorar.
8) La naturaleza y el propósito del camino marcial es universal. Todos los deseos egoístas deben asarse en los fuegos que templan el duro entrenamiento.
9) Las artes marciales comienzan en un punto y finalizan en un círculo. Las líneas rectas provienen de este principio.
10) La verdadera esencia del camino marcial solo puede realizarse a través de la experiencia. Sabiendo esto nunca tema a sus demandas.
11) Recuerde siempre: en las artes marciales las recompensas de un corazón confiado y agradecido son verdaderamente abundantes.
Masutatsu Oyama 

## Dojo Kun
Al terminar cada clase, el alumno de mayor graduación en nombre de todos los demás alumnos dice en voz alta la promesa de la Escuela de Karate Kyokushin. La promesa se toma como parte de la filosofía de vida. Cada una de las frases de la promesa comienza con un "primero", ya que no existe una más importante que las demás.
- Primero, entrenaremos firmemente nuestro corazón y nuestro cuerpo para tener un espíritu inconmovible.

"Hitotsu, ware ware wa, shinshin o renmashi, kak-ko fubatsu no shingi o kiwameru koto".
- Primero, alimentaremos la verdadera significación del arte marcial del karate-do, para que en un debido tiempo nuestros sentidos puedan actuar mejor.

"Hitotsu, ware ware wa, bu no shinzui o kiwame, ki ni hasshi, kan ni bin naru koto".
- Primero, con verdadero vigor procuraremos cultivar el espíritu de la abnegación.

"Hitotsu, ware ware wa, shitsujitsu goken o mot-te, jiko no seishin o kanyo suru koto".
- Primero, observaremos las reglas de la cortesía, respeto a nuestros superiores y nos abstendremos de la violencia.

"Hitotsu, ware ware wa, reisetsu omonji, chyojho o keishi, sobo no furumai o tsutsushimu koto".
- Primero, nunca olvidaremos la verdadera virtud de la humildad.

"Hitotsu, ware ware wa, shinbutsu o toutobi, kenjo no bitoku o wazurezaru koto".
- Primero, nuestros únicos deseos serán buscar la sabiduría y fuerza físico mental.

"Hitotsu, ware ware wa, chisei to tairyoku to o kojo sase, koto ni nozonde ayamatazaru koto".
- Primero, a través de la disciplina del karate Kyokushin buscaremos el completo y verdadero significado del "CAMINO".

"Hitotsu, ware ware wa, shogai no shugyo o karate no michi ni tsuji, Kyokushin no michi o mat-to suru koto".
Estos lineamientos filosóficos (basados asimismo en el confucionismo y en el budismo zen) son enseñados a los practicantes, y varían según la visión de la que se desprenda la enseñanza del estilo de larate-do que se practique. Así que no hay que confundir estas recomendadiones con el Dojo Kun original, el cual consta de 5 puntos, principalmente difundido por el estilo Shotokan o en la variante de este, el shotokai (ya que son preceptos escritos por el maestro Gichin Funakoshi padre del estilo Shotokan y del karate moderno) ni con otros lineamientos enseñados en otros estilos de karate, aunque pueden ser muy similares, ya que muchos lineamientos han sido heredados por alumnos directos del maestro Gichin Funakoshi como el propio Masutatsu Oyama. Su práctica en la vida diaria difiere al karate como camino filosófico y arte marcial; de los deportes de combate.

## Graduación
El orden de los cinturones hasta llegar al cinturón negro (del blanco al marrón inclusive) se ordena numeralmente y de manera inversa (del 10 al 1). En general los cinturones son siete, y se empieza con el blanco para los principiantes. Con el aprendizaje progresivo de las técnicas se va subiendo de nivel y va cambiando el color del cinturón. Al blanco le siguen (por orden de menor a mayor), el naranja, el azul, el amarillo, el verde, el marrón, y finalmente, el negro. Una vez que se es cinturón negro, aumentan progresivamente los grados (llamados danes). Existe hasta el 10º dan, aunque tradicionalmente era solamente hasta el 7° Dan. Los danes se ordenan de manera normal (del 1 al 10). De esta manera se dice que alcanzar el cinturón negro es la sabiduría interior de cuerpo y alma suficiente para ejercer cargos de maestro o juez, y a partir de ahí el subir de grado Dan (graduaciones de cinturón negro) es intentar alcanzar la perfección, haciendo alusión a la superación personal, y al cumplimiento de las metas. En el propio cinturón (u Obi) se identifica el grado de Dan por las líneas doradas o "barras" que contiene.